# Ari Parreiras
Ary Parreiras (Niterói, 17 de outubro de 1890 — Niterói, 9 de julho de 1945) foi um militar e político brasileiro.
Sentou praça na Marinha do Brasil em 1907, quando se matriculou no curso de máquinas da Escola Naval. Foi guarda-marinha da Turma de 1911. Na Primeira Guerra Mundial, foi alocado na Divisão Naval em Operações de Guerra (DNOG), embarcando no Contratorpedeiro Piuahy. Foi um oficial atuante nos preparativos da Revolução de 1930, a ponto de ter sido considerado desertor. Ficou preso na ilha de Trindade com Eduardo Gomes, Juarez Távora, Osvaldo Aranha entre outros amigos. Durante o período da Revolução, estavam aprisionados na Fortaleza de Santa Cruz da Barra, em Niterói, Juarez Távora, Alcides de Araujo, Estillac Leal. Ary Parreiras saiu com sua baleeira do clube de Regatas Icaraí, remando até a Fortaleza, rendeu o sentinela e resgatou seus companheiros. Esse foi o único caso de fuga da Fortaleza de Santa Cruz da Barra, ocorrida em 28 de fevereiro de 1930. Esse fato valeu a seu então comandante, Mascarenhas de Morais, sua transferência punitiva. Com a chegada de Getúlio Vargas ao poder foi anistiado e ainda naquele ano foi nomeado oficial de gabinete do Ministro da Marinha.
Integrou ainda o chamado "gabinete negro", formado por oficiais "tenentistas" que se reunia com Vargas logo após a Revolução para discutir o futuro do governo e fiscalizar a implantação das medidas preconizadas por ela.
Ary Parreiras era um homem de tanta influência, que uma carta de Luiz Carlos Prestes para Roberto Sissom dizia: Temos que tentar tê-lo do nosso lado, assim, teremos toda marinha brasileira.
Em 16 de dezembro de 1931 foi exonerado do gabinete da Marinha para ocupar o cargo de interventor federal no estado do Rio de Janeiro. Governou o estado realizando grandes obras, tais como escolas, abrindo estradas, construindo pontes por todos os municípios. Permaneceu até 7 de novembro de 1935 quando deixou a interventoria e voltou ao serviço ativo na Marinha. 
Durante a Segunda Guerra Mundial vai para Natal com a esposa Aracy Sardinha Parreiras e os filhos Luiz Carlos, Eduardo, Mario e Ary. Onde passa a morar, construir e comandar a Base Naval de Natal, hoje chamada Base Almirante Ary Parreiras.
A marinha homenageou pelo seus grandes feitos, batizando um navio com o seu nome.
No seu enterro, acompanharam seu funeral a pé, uma verdadeira multidão, da rua Lemos Cunha em Icaraí até o cemitério do Maruí, no Barreto.
Após sua morte foi homenageado por amigos, com uma estátua em corpo inteiro, feita pelo escultor Onório Peçanha primo do seu grande amigo Celso Peçanha.
Esse monumento está situado na praia de Icaraí, na cidade de Niterói.
família:
Era sobrinho do pintor Antônio Parreiras.
Irmão do pintor Edgar Parreiras, da educadora Ayde Parreiras, do desembargador Atayde Parreiras.